# Moon & the Sky
Moon & the Sky es el sexto EP publicado del grupo inglés de música electrónica Erasure, lanzado en 2001.
Este sencillo es una canción compuesta por Vince Clarke y Andy Bell.

## Descripción
Moon & the Sky fue el segundo corte de difusión del álbum Loveboat.

Este EP, debido a su duración extendida, no fue elegible para el ranking británico. También se lo conoció como Moon & the Sky Plus debido a que ese es el nombre que aparece en portada.

## Lista de temas
| Compact Disc (CDLPMUTE248) 1. «Moon & the Sky» (JC's Heaven Scent Radio Re-Work) 4:15 2. «Moon & the Sky» (The Millionaires Radio Edit) 3:30 3. «Moon & the Sky» (Randy Roger's Ramjet Mix) 6:23 4. «Moon & the Sky» (Sleaze Sisters Anthem Mix) 7:43 5. «Moon & the Sky» (BK Mix) 7:52 6. «Baby Love» (Acoustic Version) 2:39 7. «Freedom» (Acoustic Version) 2:26 8. «Alien» (Acoustic Version) 4:10 9. «Where in the World» (Acoustic Version) 3:36 10. «A Little Respect» (Acoustic Version) 3:13 12″ Vinilo (12VAA002) 1. «Moon & The Sky» (Murk Monster Mix) 9:20 2. «Perchance To Dream» (Jason Jinx Remix) 8:37 12″ Vinilo Promo (P12MUTE248) 1. «Moon & The Sky» (Murk Monster Mix) 9:20 2. «Perchance To Dream» (Jason Jinx Remix) 8:37 12″ Vinilo Promo (PL12MUTE248) 1. «Moon & The Sky» (BK Mix) 7:52 2. «Moon & The Sky» (Sleaze Sisters Anthem Mix) 7:43 |

## Créditos
Este EP cuenta con cinco diferentes versiones de Moon & The Sky y cinco temas acústicos. Estos son: el clásico A Little Respect y tres cortes más del álbum Loveboat: Freedom, Alien y Where in the World (todos escritos por (Clarke/Bell). Además incluye un cover de Baby Love, un éxito de 1964 de The Supremes escrito por Holland/Dozier/Holland.

- Diseño: Intro

Datos del set acústico:
Voz. Andy Bell
Guitarras acústicas. Nic Johnston y Vince Clarke
Coros. Valerie Chalmers y Emma Whittle

## Datos adicionales
En este EP no se encuentra la versión del álbum de Moon & the Sky, todas las versiones fueron rehechas de manera notoria con un inicio nuevo y letra cambiada.

Paralelamente se editó un doble lado A de 12", con Perchance to Dream y Moon & the Sky acreditado a V & A y sin mencionar a Erasure, como estrategia para que los Djs no se dejen llevar por sus prejuicios.